# Jim Holdaway
Jim Holdaway   (Barnes, 28 de maig de 1927 - Kenley, 18 de febrer de 1970) va ser un dibuixant de còmics i il·lustrador anglès. La seva obra més coneguda és Modesty Blaise, publicada per primera vegada en format de tira de premsa el 13 de maig del 1963, al diari londinenc, Evening standard.

## Biografia
Jim Holdaway, va néixer als suburbis de la ciutat de Londres. Va estudiar a la Kingston School of Art, fins al 1945 quan fou reclutat i enviat al The East Surrey Regiment un regiment d'infanteria de línia de l'exèrcit britànic. El 1951 va entrar a treballar a l'editorial Kensington de la capital britànica on va fer portades per llibres de butxaca i treballs d'il·lustració pel mercat publicitari. El 1952 va dibuixar els seus primer còmics a la revista, Gallant Detective Comic, amb els personatges; Inspector Hayden i Lex Knight. Va participar en sèries com; Captain Vigour, Dick Hercules i Steve Samson el 1953 i tires per còmics de futbol. De ciència-ficció per la revista Tit-Bits Science Fiction Comics i de l'oest amb les sèries Cal McCord i Cliff McCoy per Comic Cuts. El 1956, per la revista Swift va fer The Red Rider i Davy Crockett a Mickey's Weekly.
El 1957 va reemplaçar al dibuixant Alfred Mazure, a la sèrie Romeo Brown, amb la que fou la seva primera col·laboració amb el guionista Peter O'Donnell amb qui va crear el 1963 la sèrie Modesty Blaise al diari londinenc, Evening Standard. El seu dibuix amb línies molt marcades i vigoroses i pel seu sentit d'un muntatge dinàmic, varen fer que Jim Holdaway fos un referent del còmic Britànic dels anys seixanta.
Jim Holdaway va morir el 1970 d'un atac de cor, deixant a mig dibuixar la història de Modesty Blaise The Warlords of Phoenix. O'Donnell va contractar a Enric Badia Romero per completar la tira i Romero va succeir a Holdaway com a artista a temps complet de la tira.